# Hieronim Kazimierz Chalecki
Hieronim Kazimierz Chalecki herbu własnego (zm. przed 2 kwietnia 1672 roku) – łowczy podlaski od 1651 roku.
Był elektorem Michała Korybuta Wiśniowieckiego z ziemi drohickiej w 1669 roku.